# آتی (پا-دو-کاله)
آتی (به فرانسوی: Athies) یک کمون در فرانسه است که در پا-دو-کاله واقع شده است. آتی ۴٫۳۴ کیلومتر مربع مساحت دارد ۵۱ متر بالاتر از سطح دریا واقع شده است.